# Mayetiola destructor
Pour les articles homonymes, voir Mouche.
Espèce
Mayetiola destructor, la mouche de Hesse, est une espèce d'insectes diptères de la famille des cécidomyies. Il s'agit d'une espèce non gallicole qui cause de sérieux dégâts au blé, à l'orge et au seigle en Europe et en Amérique du Nord.
Bien qu'elle soit originaire d'Asie, elle a d'abord été transportée en Europe. Plus tard, elle est arrivée en Amérique du Nord. On suppose qu'elle est arrivée dans la paille des litières des soldats des troupes de Hesse durant la Révolution américaine (1775–1783). Il y a habituellement deux générations par an mais il peut en avoir jusqu'à cinq. Au printemps, les femelles de couleur foncée déposent environ 250 à 300 œufs rougeâtres sur des plantes, habituellement là où les tiges sont couvertes de feuilles ; les larves se nourrissent de la sève et affaiblissent les plantes au point que celles-ci ne peuvent plus produire de grains.